# تونس ایر

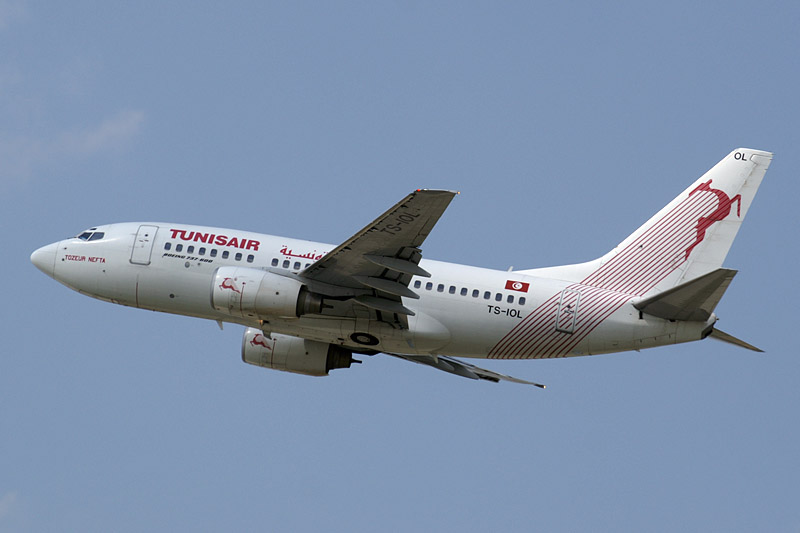
هواپیمای بوئینگ ۷۳۷ متعلق به تونس ایر

تونس ایر، (به انگلیسی: Tunisair) شرکت هواپیمایی حامل پرچم تونس است، که در سال ۱۹۴۸ توسط دولت تونس راه‌اندازی شد و در حال حاضر روزانه به ۶۶ مقصد، در آفریقا، آسیا و اروپا پروازهای مستقیم دارد.
دفتر مرکزی شرکت تونس ایر در شهر تونس، تونس قرار دارد و فرودگاه بین‌المللی تونس-کارتاژ، قطب این شرکت هواپیمایی به‌شمار می‌آید. شرکت هواپیمایی تونس در حال حاضر در ناوگان هوایی خود، دارای ۳۲ فروند هواپیمای جت مسافربری می‌باشد.